# Nataldillo burnupi
Nataldillo burnupi is een pissebed uit de familie Armadillidae. De wetenschappelijke naam van de soort is voor het eerst geldig gepubliceerd in 1917 door Collinge.